# Kostelec u Křížků
Kostelec u Křížků je obec v okrese Praha-východ ve Středočeském kraji. Leží asi 24 kilometrů jihovýchodně od centra Prahy a šestnáct kilometrů jihozápadně od města Říčany a 7,5 kilometru severovýchodně od Jílového u Prahy, v údolí na úpatí Požárského lesního hřebenu v Přírodním parku Hornopožárecký les a Přírodní rezervace Grybla, který ji odděluje od asi osm kilometrů vzdálené řeky Sázavy v regionu Posázaví. Obec patří do mikroregionu Ladův kraj a je součástí naučné stezky Krajinou barona Ringhoffera. Žije zde přibližně 770 obyvatel.

## Historie
Založení obce se datuje od počátku prvního tisíciletí roku 922 strategicky na solné stezce spojující Středomoří s Baltem. První písemná zmínka o obci pochází z roku 970 o dochovaném nejstarším místě v obci osadě Kalifáč, kde byla v raném středověku ohřívárna pro poutníky (Kalifáč od latinského calefacere – ohřívati se).
V roce 992 v obci na vrchu pahorku položil základní kámen k rotundě svatého Martina svatý Vojtěch pocházející z rodu Slavníkovců, vděčný za to, že jeho družina čítající dvanácti členů zde bez úhony přežila, které zde zanechal na pouti z Říma, kde byl vyprosit postavení kláštera Benediktýnů na pražském Břevnově. Románská rotunda s cennými freskami, především malbou Matky Boží s Ježíškem ve zdivu, byla dostavěna v roce 1151. Roku 1264 byl přistavěn chrám k rotundě a roku 1350 byl celý komplex rotundy s kostelem uznán jako farní, to znamená se stálým místem kněze.
Současně byla farnost rozšířena o okolní vesnice – Březek, Hlubočina, Volešovice, Štiřín, Nechánice, Pohoří, Skalsko, Chotouň, Skuheř, Struhařov, Sulice, Těptín, Želivec, Nová Hospoda, Čakovice, Grybla, Turaně. Kostel měl ještě na počátku 20. století šest zvonů.
Obec byla centrem náboženského života regionu. Kromě kostela a fary s farní školou, kam chodily děti z širokého okolí ze všech výše uvedených obcí, byla v obci do 20. století i židovská škola, ve které se začalo učit v roce 1750. Na severním okraji obce je židovský hřbitov s hroby ze 17. století, který byl pohřebištěm pro jihovýchodní region kolem Prahy. 
Zajímavost z historie kostela svatého Martina – roku 1779 zrušeno vystavování provinilců na pranýř před kostelem. Před vchodem do kostela stával kámen rozměrů 1 × 1 metr. Na něm museli stát půl dne (před mší svatou) lidé, kteří se nezúčastnili panské roboty nebo například vdaná žena, která se milovala s cizím mužem či obráceně – muž s cizí ženou. Nejhůře na tom byla mladá svobodná dívka, která poté otěhotněla a její milý ji nepojal za manželku. Na takovou osobu si mohl každý, kdo šel do kostela na mši svatou, plivnout nebo jí zde přivázanou metlou až pětkrát udeřit. Někde tento pranýř přežil až do roku 1786, jako zde v Kostelci.
V 19. století se obec stala součástí Ringhofferova panství. Majitel smíchovských továren (bývalá Tatrovka) zvelebil kraj množstvím rybníků, zámků v Kamenici, Štiříně a Lojovicích a lesních obor. V blízké Kamenici, což je rychle se rozvíjející středisko nejužšího regionu, je i dosud funkční továrna vybudovaná Ringofferem, zabývající se lehkým kovoprůmyslem. V katastru obce byla Ringofferem založena mnohahektarová lesní obora, kde jsou stáda zvěře a k obci patří velký rybník, sloužící k chovu ryb. V obci byla také velká výzkumná a šlechtitelská stanice zabývající se cukrovou řepou, která mívala mezinárodní věhlas.
V sále místního hostince se 21. června 1975 konal koncert undergroundových kapel The Plastic People of the Universe a DG 307. Akce pořádaná pod záminkou svatební oslavy Milana Hlavsy a Jany Němcové skončila velkým policejním zásahem a zadržením čtrnácti účastníků.

### Současnost
Obec má schválený územní plán, který počítá i s výstavbou rodinných domů. Počet obyvatel by se měl během patnácti let zvýšit na asi 700 lidí. Přitom není plánován žádný rozvoj průmyslu a obec tak zůstane jednou z mála oblastí bez nepříznivých ekologických vlivů ve Středočeském regionu blízko Prahy. V obci byl zaveden zemní plyn, splašková kanalizace a vodovod spolu s ostatními obcemi kolem Kamenice. Nyní se staví v obci dešťová kanalizace.
Obec má mateřskou školku a základní školu, která poskytuje dětem vzdělání od 1. do 5. třídy a nově postavené veřejné dětské hřiště. Kulturní dům je sídlem knihovny a divadelního amatérského souboru Beseda Jirásek. Život obce je zaznamenáván v měsíčníku vydávaném obecním úřadem.
Čilý je sportovní ruch. Fotbalový klub má seniorské mužstvo v okresním přeboru, desítky chlapců jsou v mládežnických družstvech. Jen žákovská přípravka má téměř 30 chlapců. Občanům obce i okolí slouží tenisový kurt a tenisová hala, zimní kluziště a golfový driving & putting range.
V obci působí místní sbor dobrovolných hasičů. Sídlí tu tři stavební firmy, jedna větší dílna zabývající se výrobou plastů, dílna kamenická, truhlářská. Ordinace dětského lékaře byla roku 2017 přesunuta do Kamenice. Denně od 6 do 21 hodin funguje prodejna potravin.

## Obyvatelstvo
| Rok            | 1869 | 1880 | 1890 | 1900 | 1910 | 1921 | 1930 | 1950 | 1961 | 1970 | 1980 | 1991 | 2001 | 2011 | 2021 |
| -------------- | ---- | ---- | ---- | ---- | ---- | ---- | ---- | ---- | ---- | ---- | ---- | ---- | ---- | ---- | ---- |
| Počet obyvatel | 447  | 344  | 366  | 359  | 405  | 412  | 369  | 354  | 339  | 367  | 386  | 381  | 439  | 583  | 792  |
| Počet domů     | 61   | 48   | 46   | 48   | 51   | 57   | 80   | 88   | 85   | 87   | 102  | 138  | 143  | 209  | 262  |

## Obecní správa

### Územněsprávní začlenění
Dějiny územněsprávního začleňování zahrnují období od roku 1850 do současnosti. V chronologickém přehledu je uvedena územně administrativní příslušnost obce v roce, kdy ke změně došlo:
- 1850 země česká, kraj Praha, politický i soudní okres Jílové, obec Štiřín[9]
- 1855 země česká, kraj Praha, soudní okres Jílové, obec Štiřín[9]
- 1868 země česká, politický okres Karlín, soudní okres Jílové, obec Štiřín[9]
- 1884 země česká, politický okres Královské Vinohrady, soudní okres Jílové, obec Štiřín[10]
- 1921 země česká, politický okres Královské Vinohrady sídlo Jílové, soudní okres Jílové, obec Štiřín[11]
- 1922 země česká, politický okres Královské Vinohrady sídlo Jílové, soudní okres Jílové[12]
- 1925 země česká, politický i soudní okres Jílové[13]
- 1939 země česká, Oberlandrat Praha, politický i soudní okres Říčany[14]
- 1942 země česká, Oberlandrat Praha, politický okres Praha-venkov-jih, soudní okres Jílové[15]
- 1945 země česká, správní i soudní okres Jílové[16]
- 1949 Pražský kraj, okres Praha-východ[17]
- 1960 Středočeský kraj, okres Praha-východ[18]

## Hospodářství
V obci Kostelec u Křížků (přísl. Dolní Březky, 486 obyvatel, katol. kostel, synagoga) byly v roce 1932 evidovány tyto živnosti a obchody: družstvo pro rozvod elektrické energie v Nové Hospodě, 3 hostince, 2 kováři, 3 krejčí, pekař, pohřební ústav, 12 rolníků, řezník, obchod se smíšeným zbožím, spořitelní a záložní spolek pro Kostelec u Křížků, švadlena, trafika, truhlář, velkostatek.

## Doprava

### Dopravní síť
- Pozemní komunikace – Do obce vedou silnice III. třídy. Ve vzdálenosti 1,5 km probíhá silnice 603 Praha – Jesenice – Kamenice – Poříčí nad Sázavou. Ve vzdálenosti 2 km prochází silnice 107 Říčany – Velké Popovice – Kamenice – Týnec nad Sázavou.
- Železnice – Železniční trať ani stanice na území obce nejsou.

### Veřejná doprava 2018
- Autobusová doprava – V obci má 2 zastávky příměstská autobusová linka 335 Praha, Budějovická – Kamenice, Kult. dům (v pracovních dnech 11 spojů, o víkendech 5 spojů).

## Pamětihodnosti
- Rotunda a kostel svatého Martina – nad návsí
- Pozdně barokní socha svatého Jana Nepomuckého
- Židovský hřbitov – na západním okraji obce v polích
- Přírodní památka Skalsko – typický fragment krajiny Říčanské plošiny, zahrnující mokřadní společenstva s výskytem významných a zvláště chráněných druhů rostlin i živočichů (rozloha 3,6 hektaru)

## Osobnosti
- Patrik Kotas (* 1964), architekt

## Další fotografie

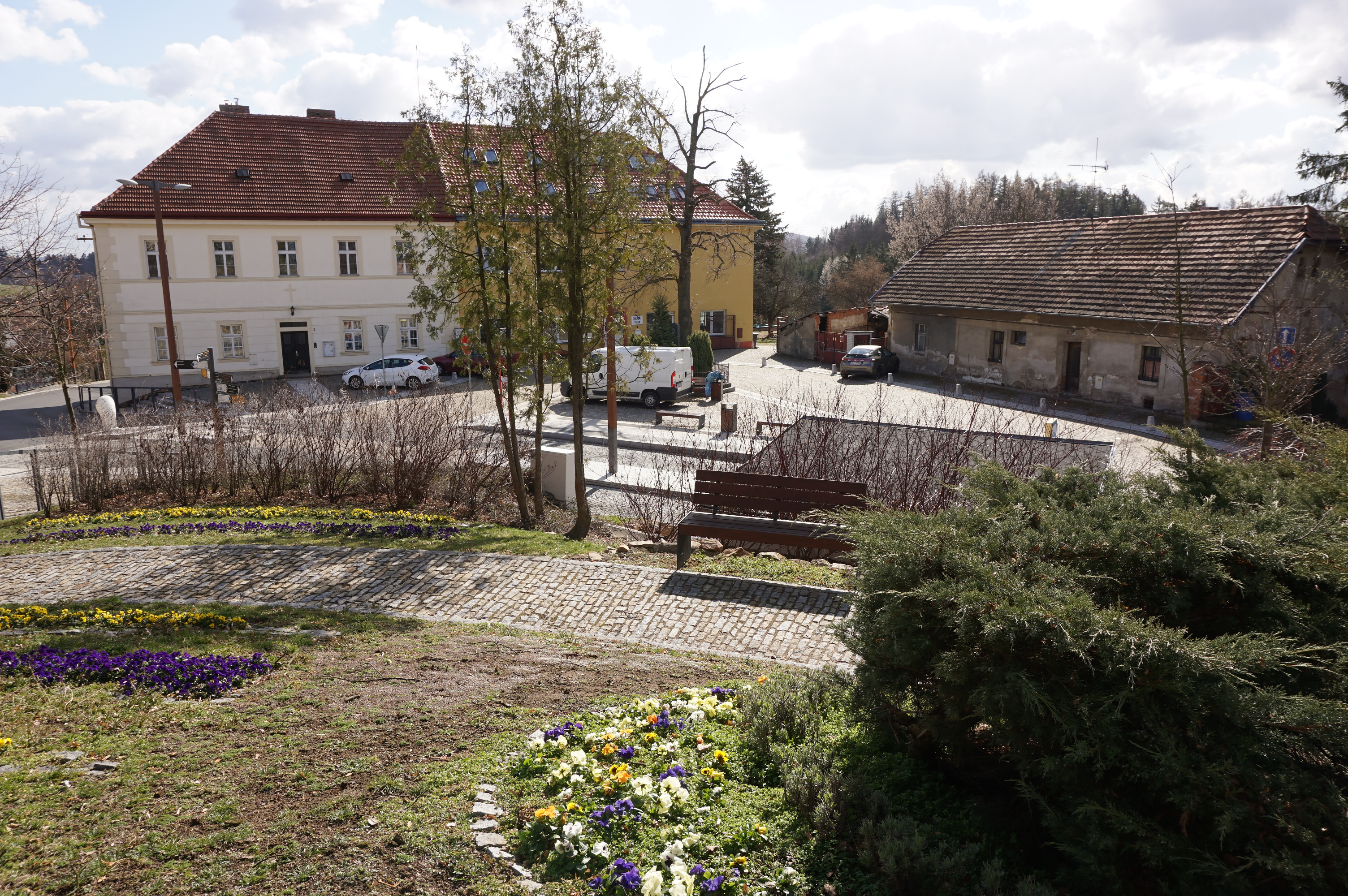
náves
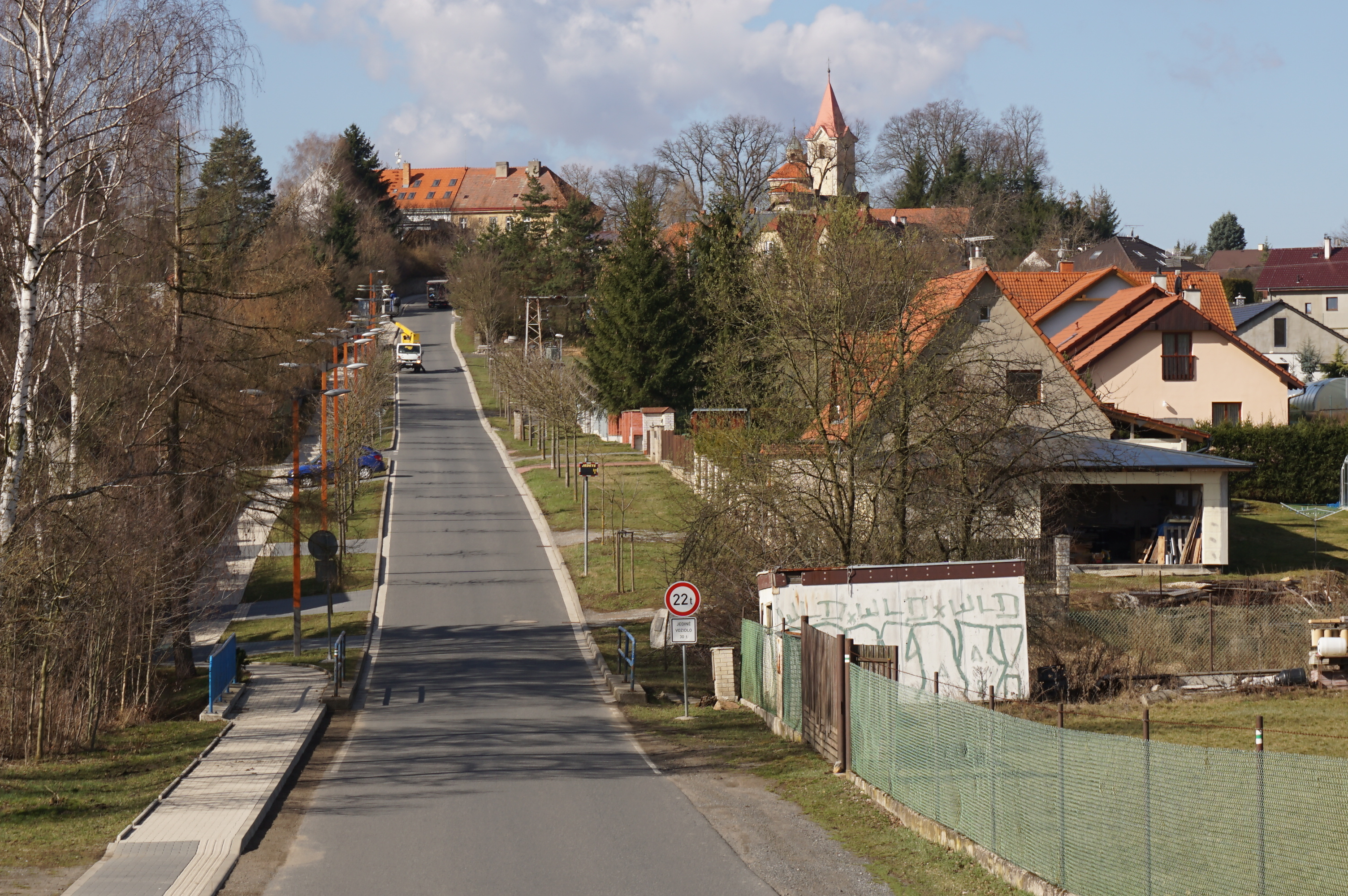
celkový pohled od východu
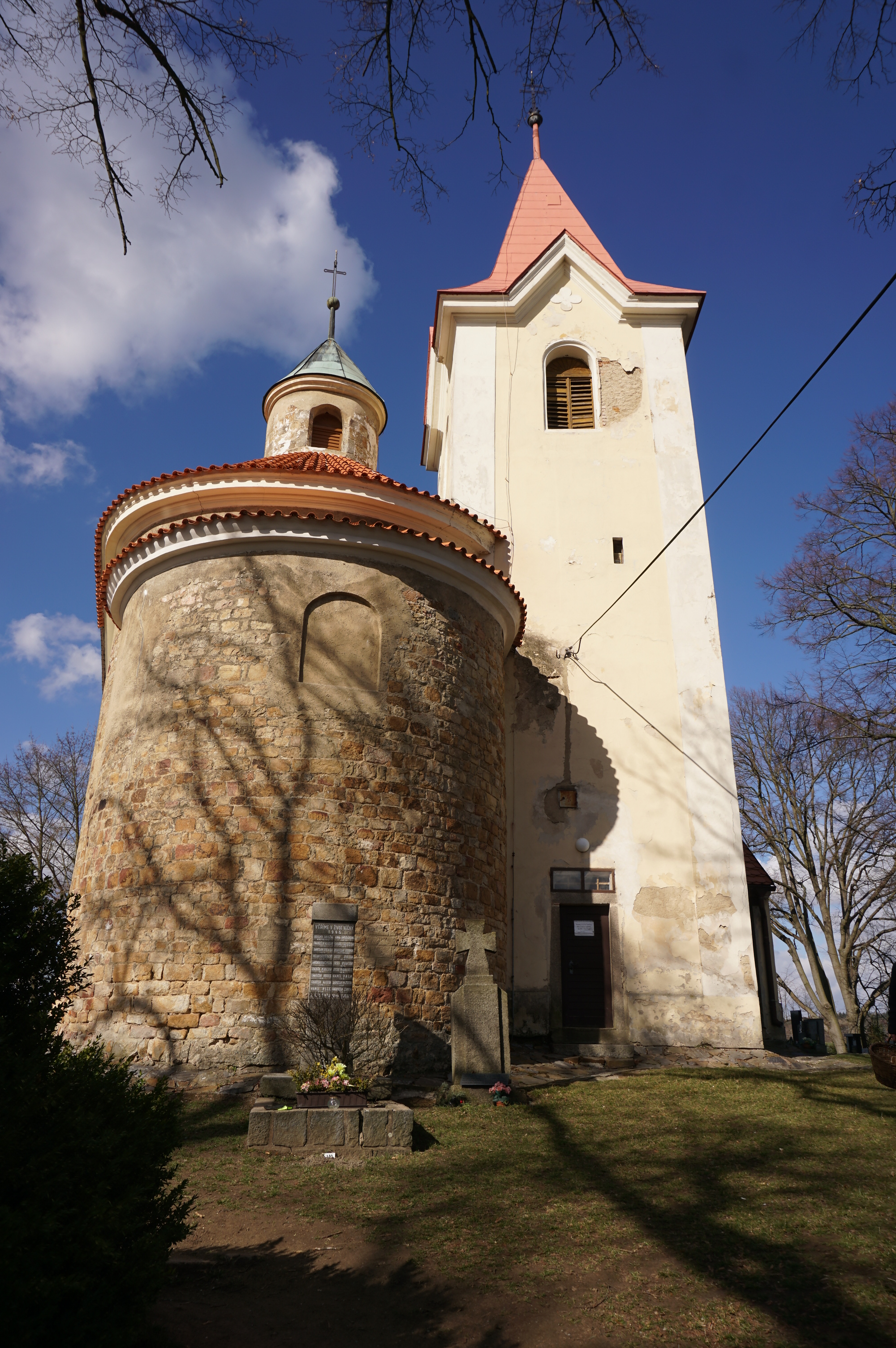
kostel svatého Martina s románskou rotundou
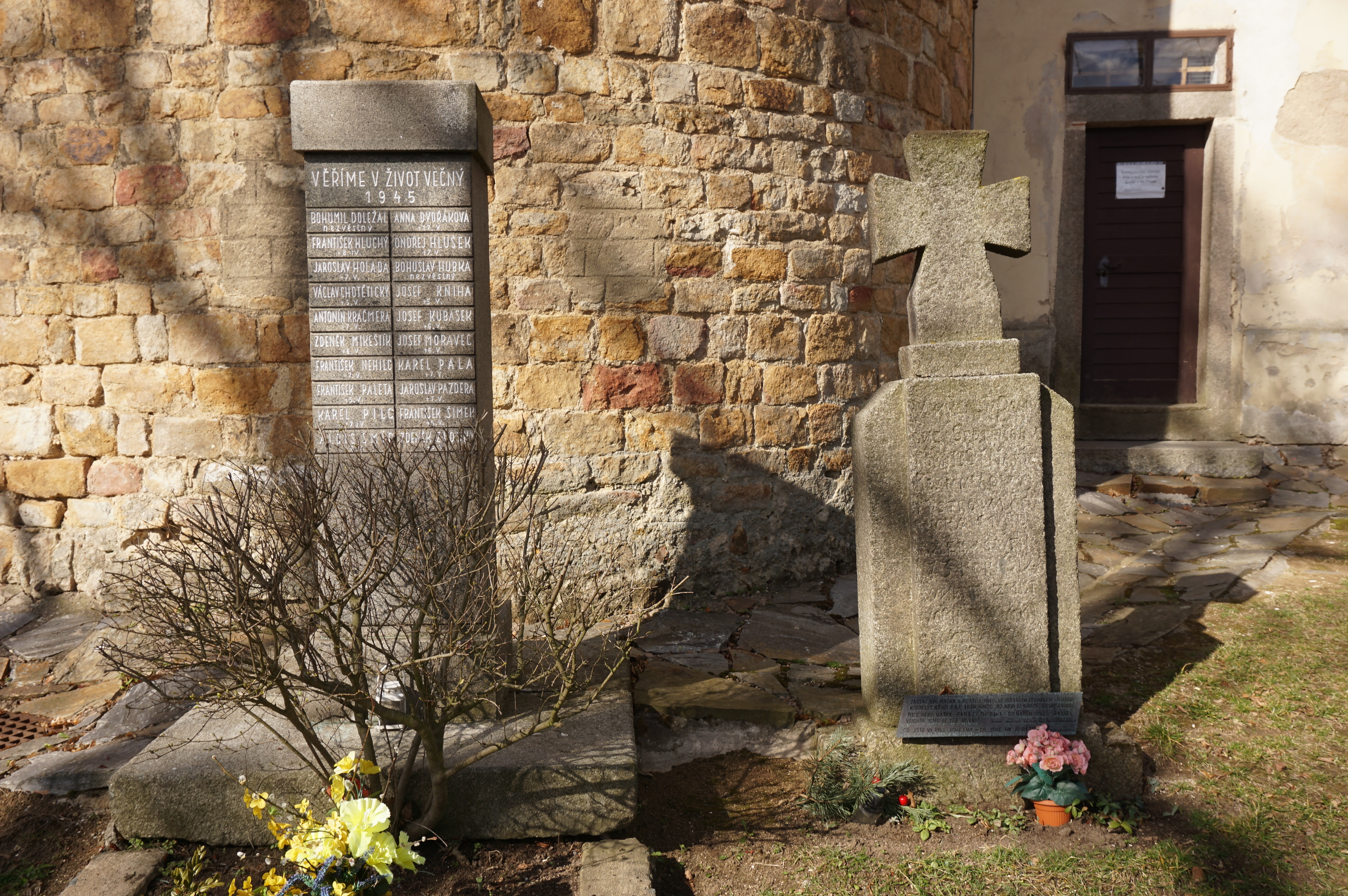
pomník obětí války a nejstarší hrob
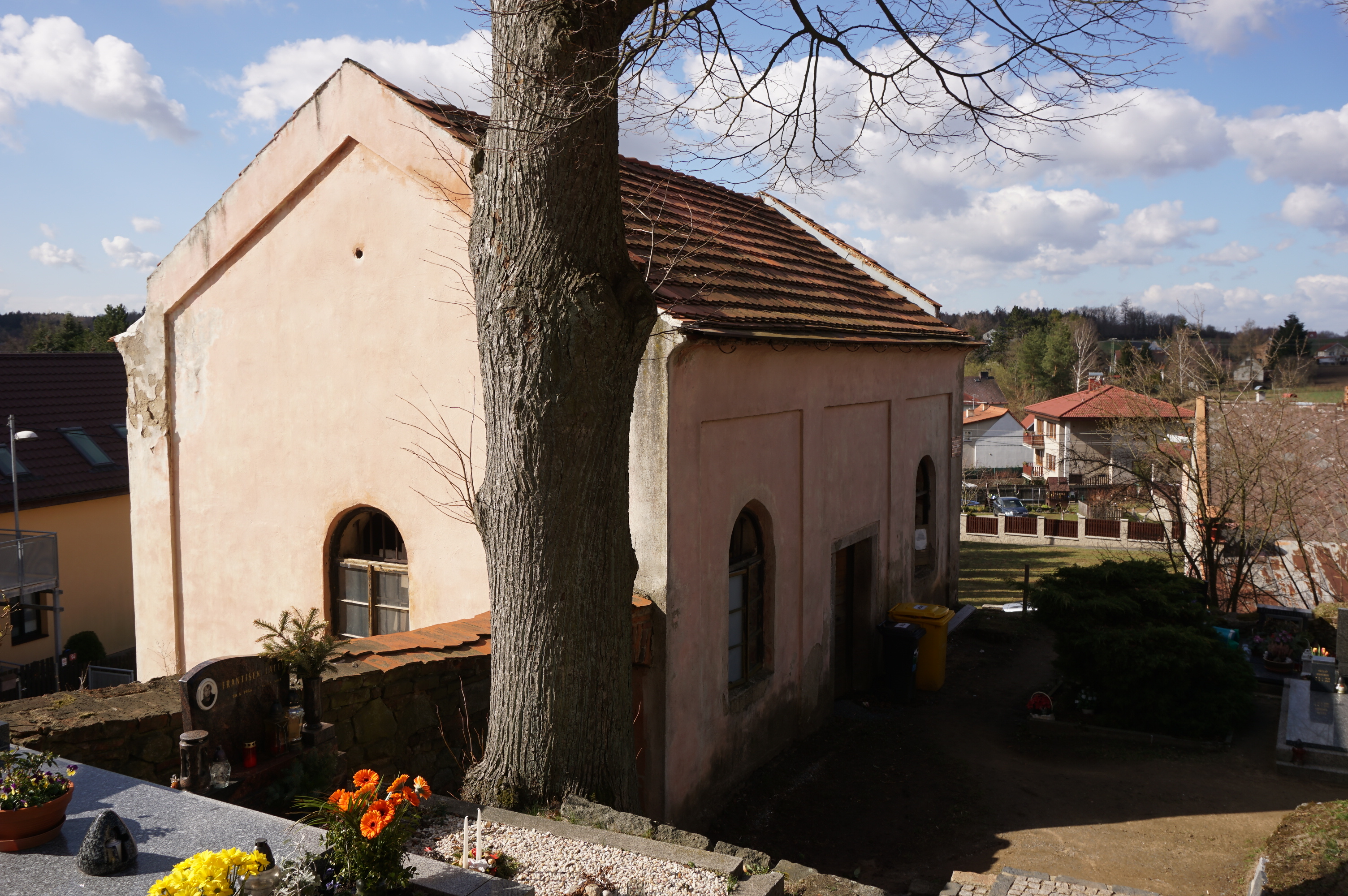
márnice
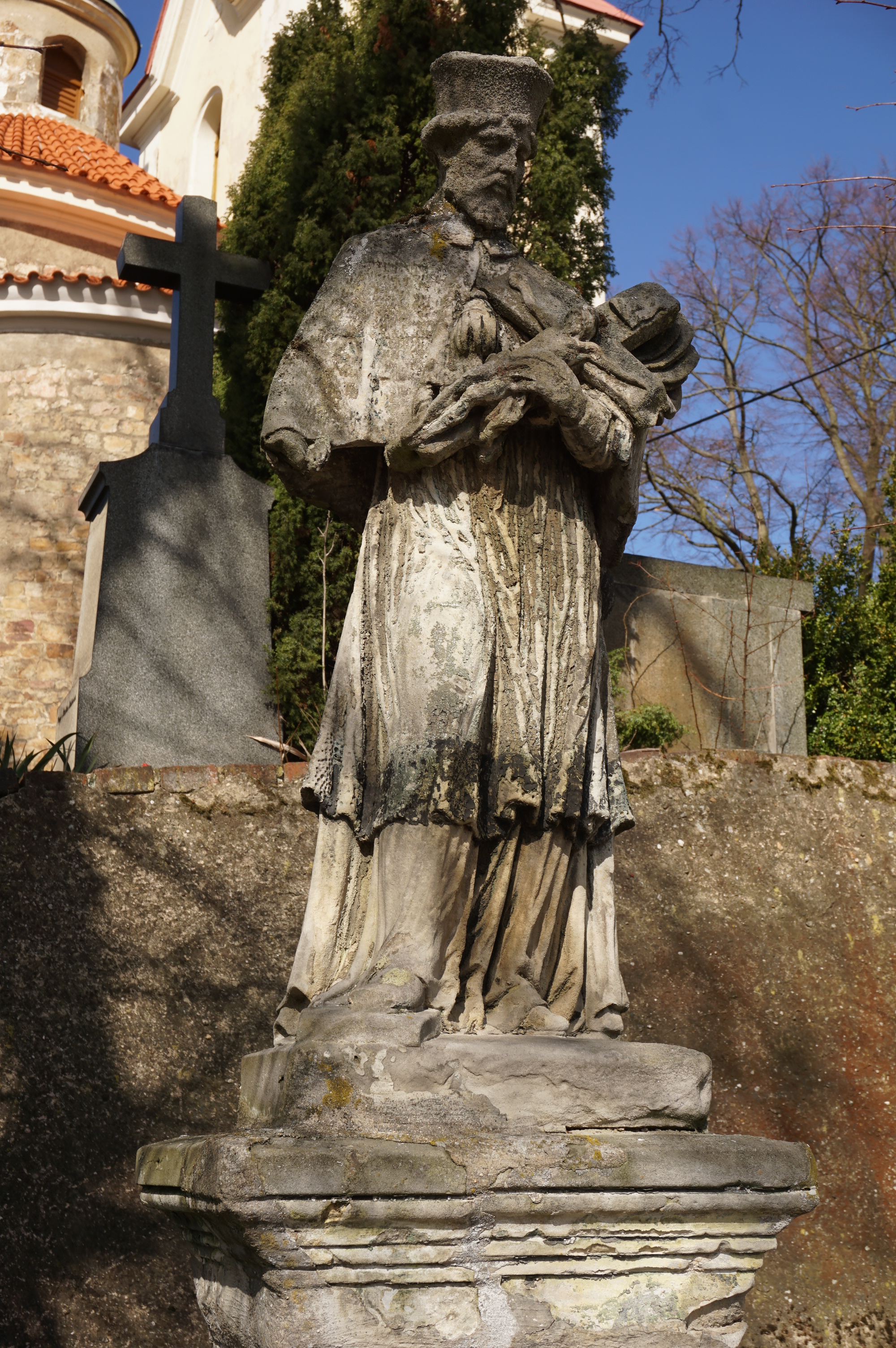
socha svatého Jana Nepomuckého
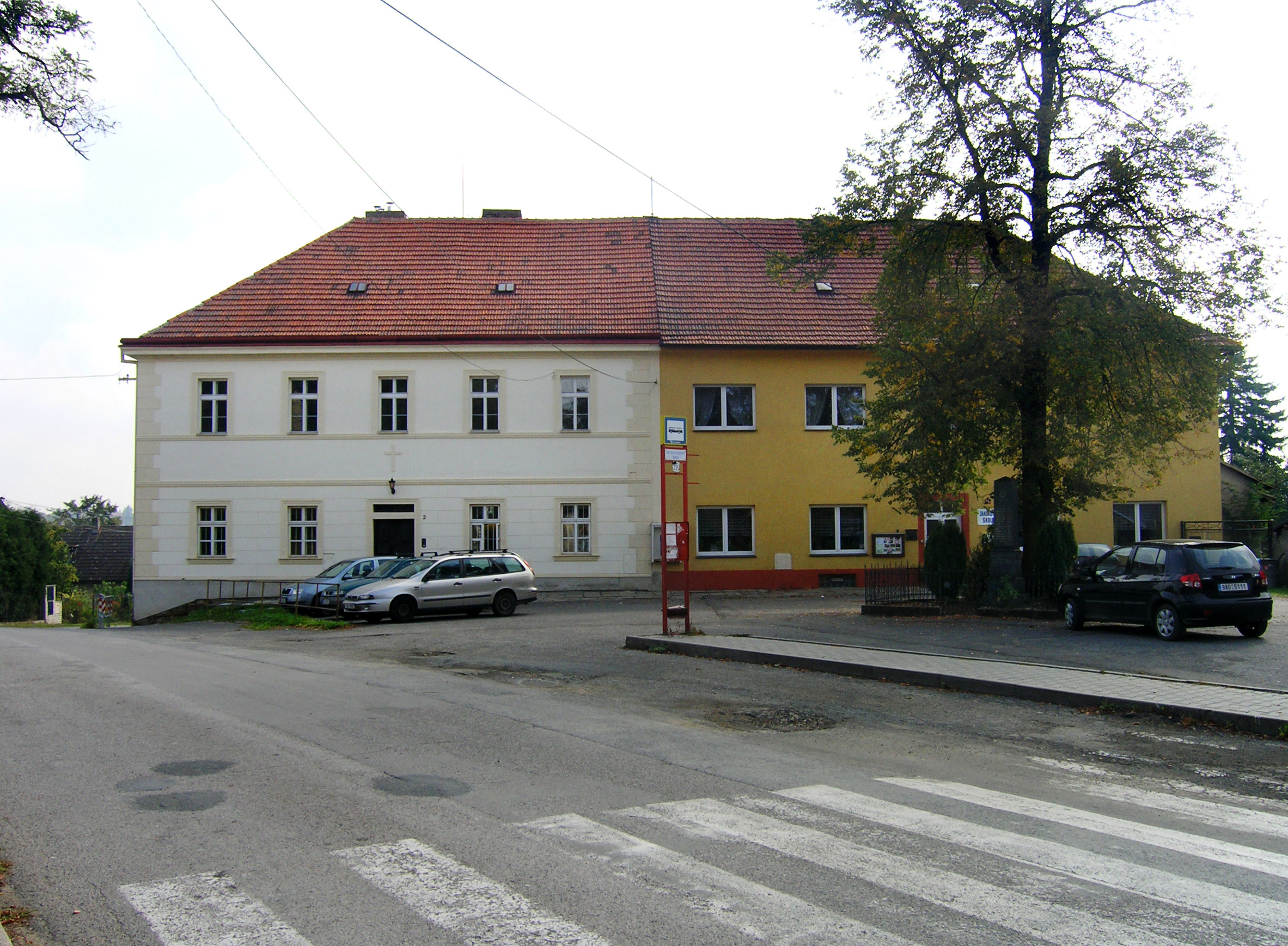
fara a škola
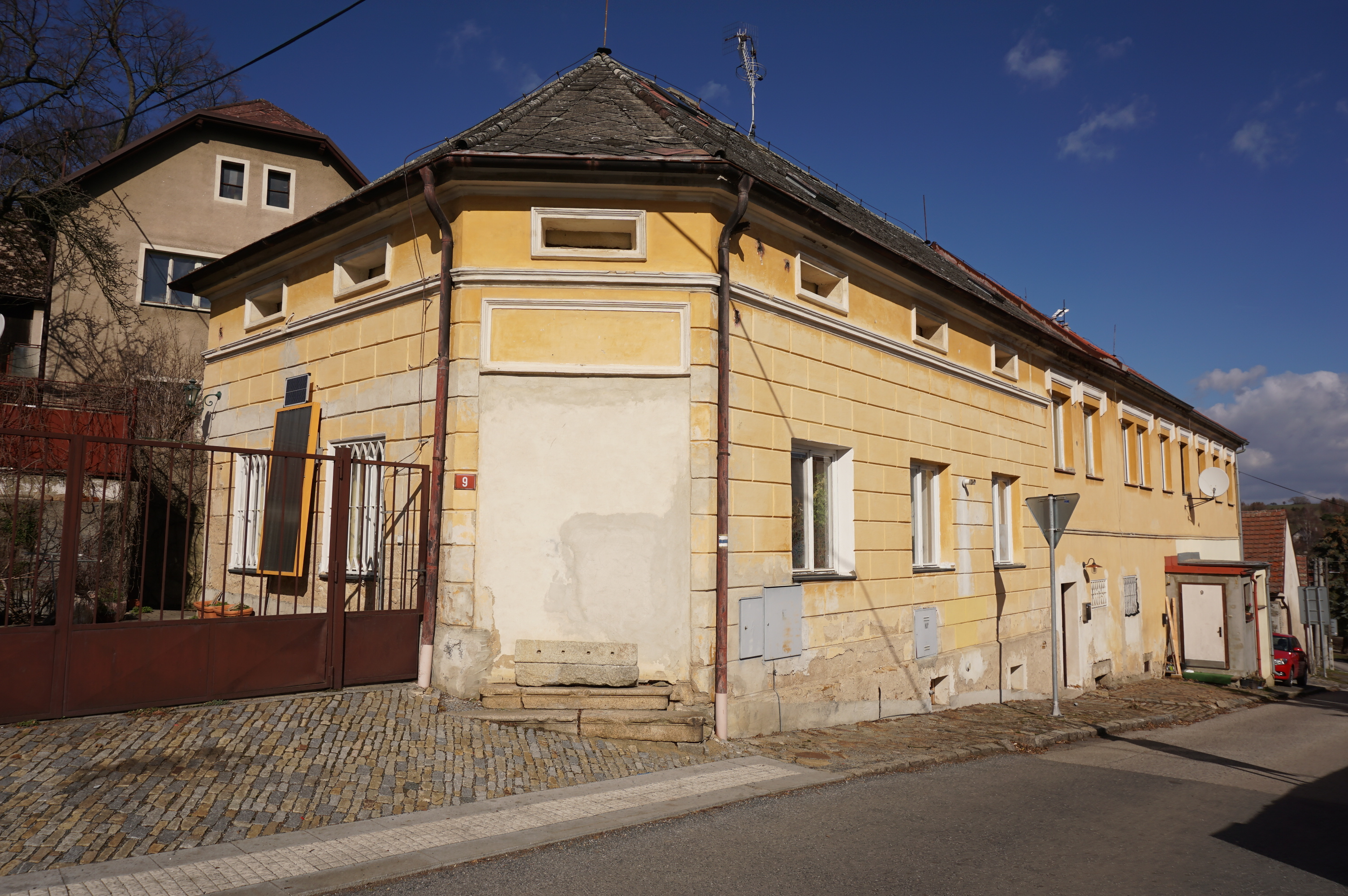
dům čp. 9
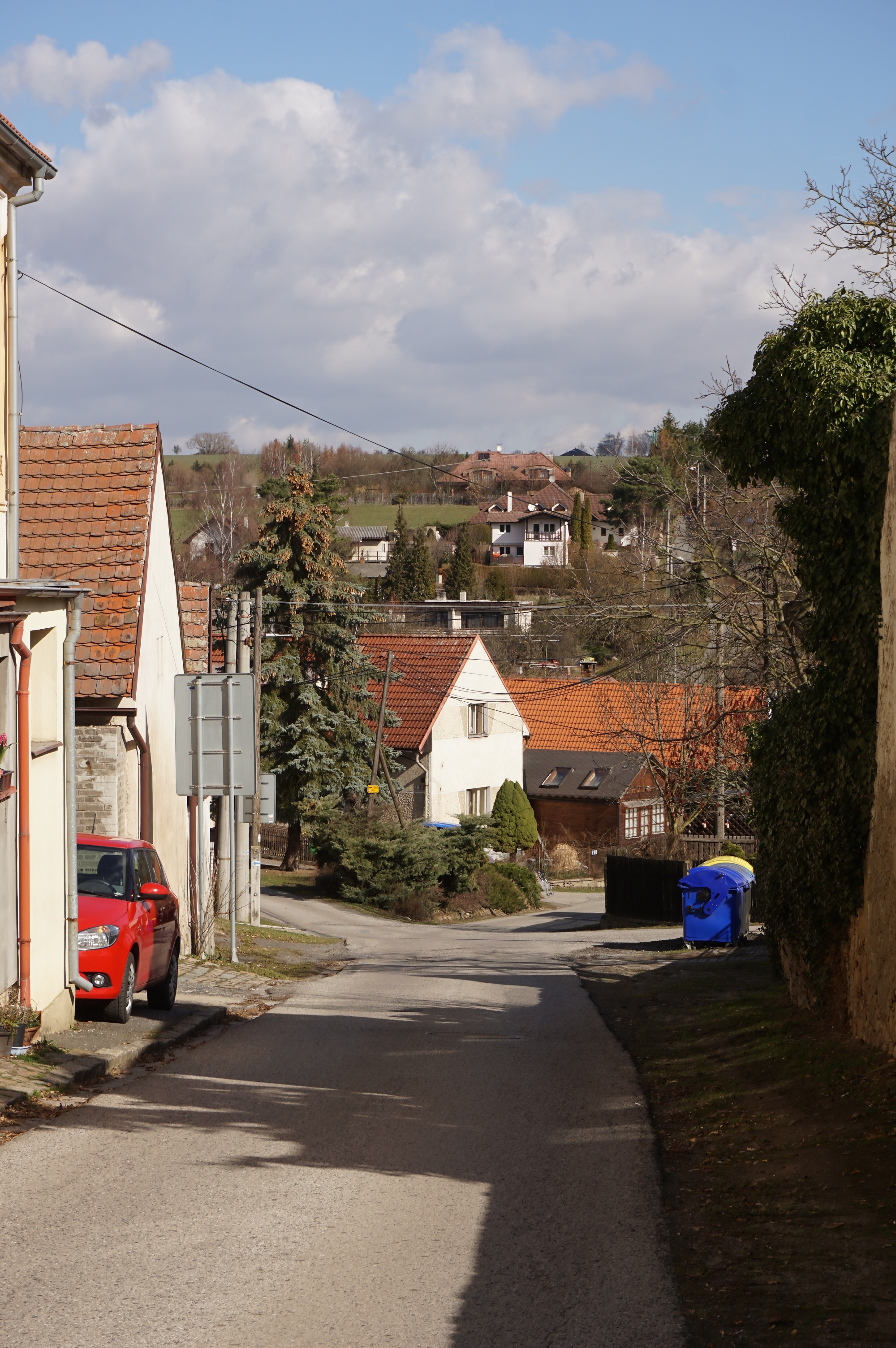
ulička v severní části vsi
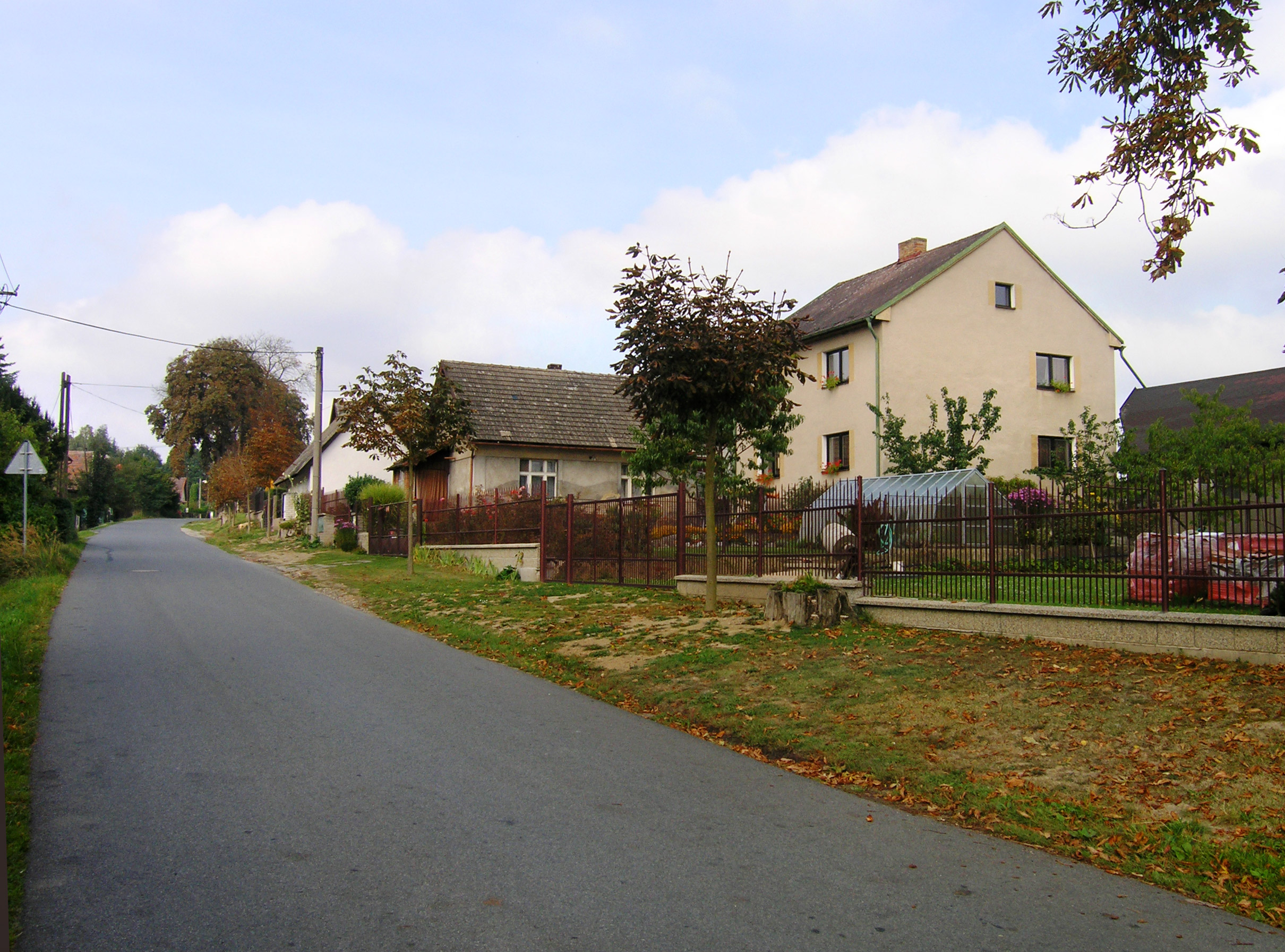
západní část vsi
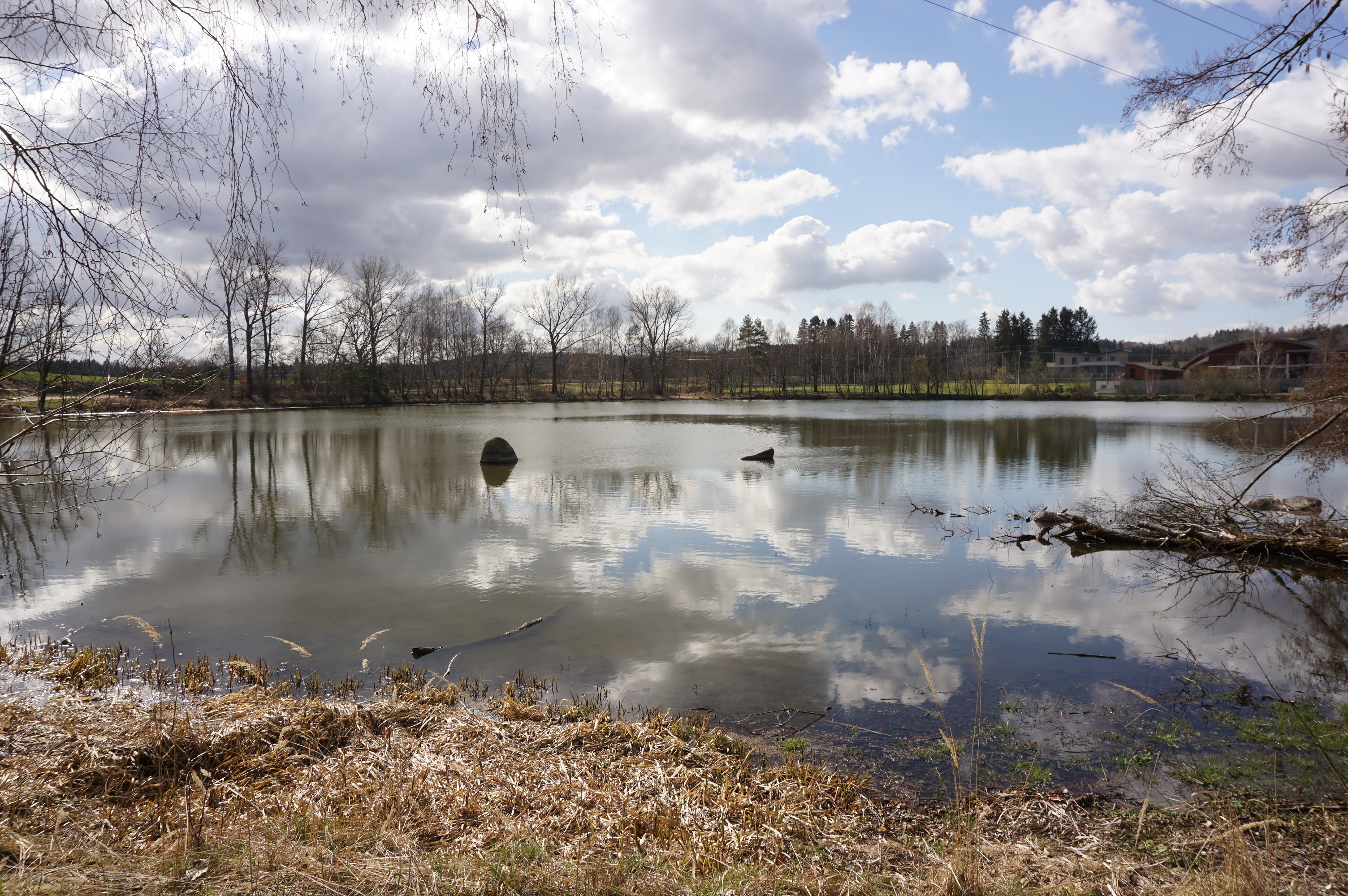
Kostelecký rybník
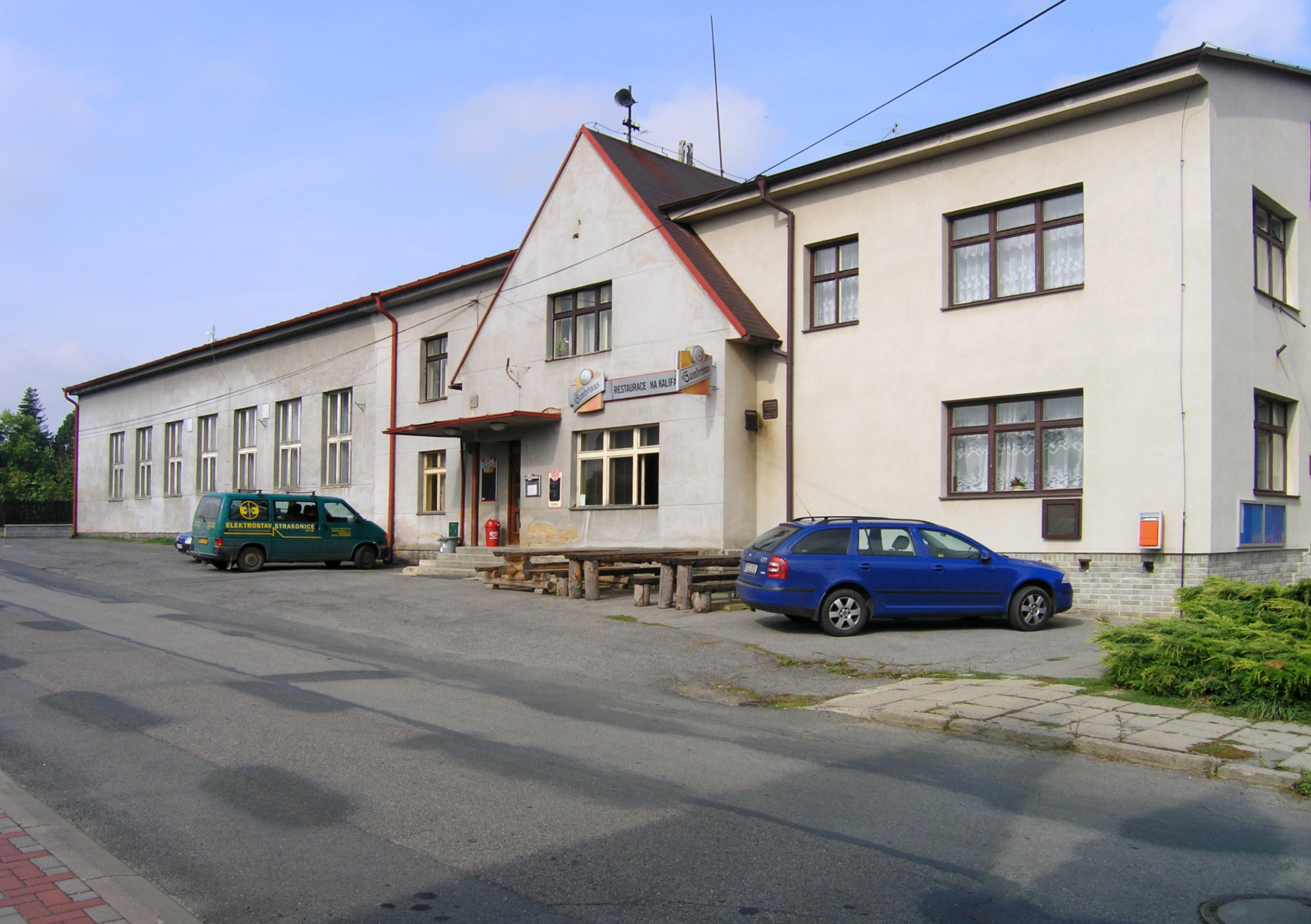
místní restaurace
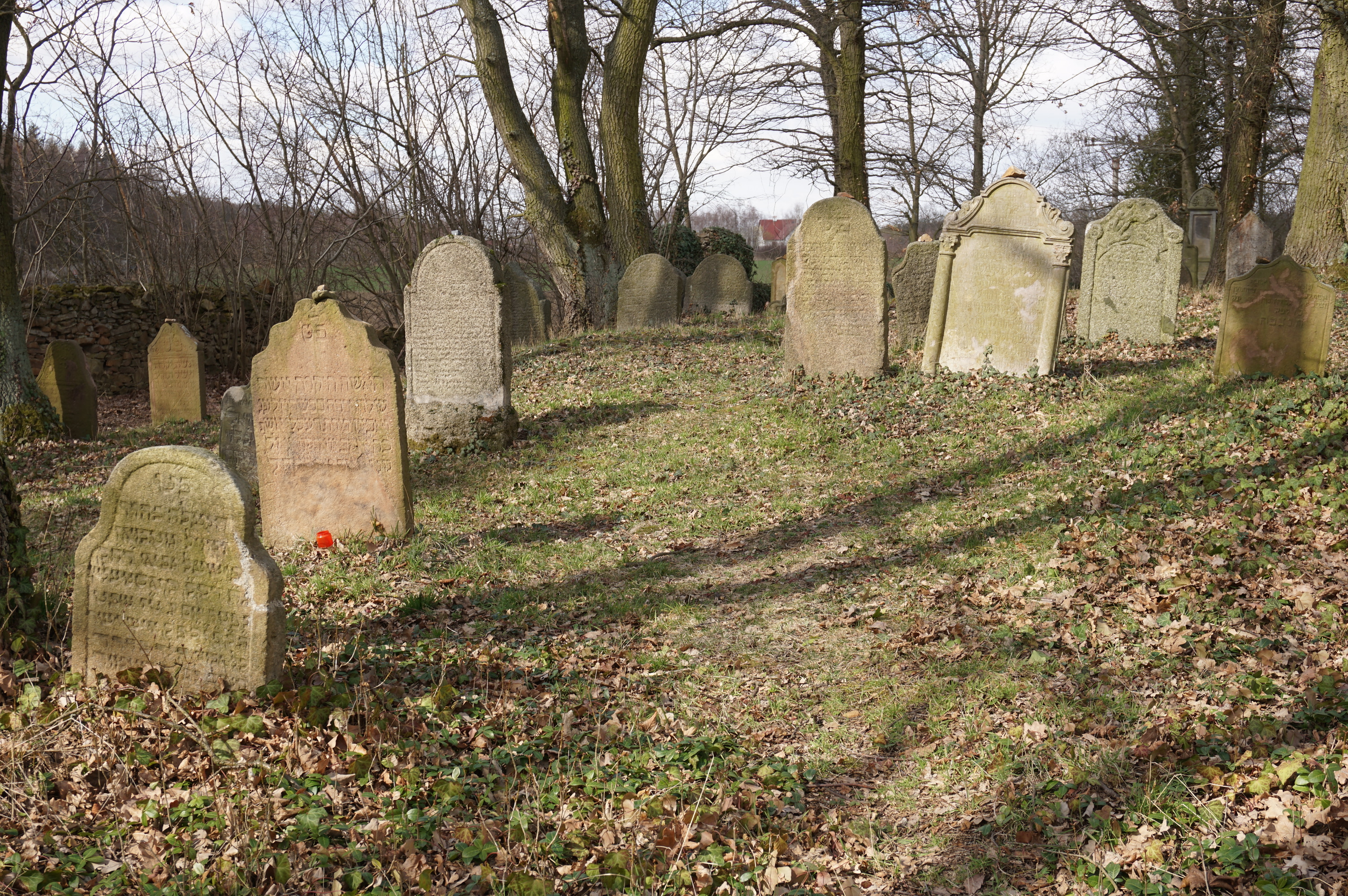
židovský hřbitov
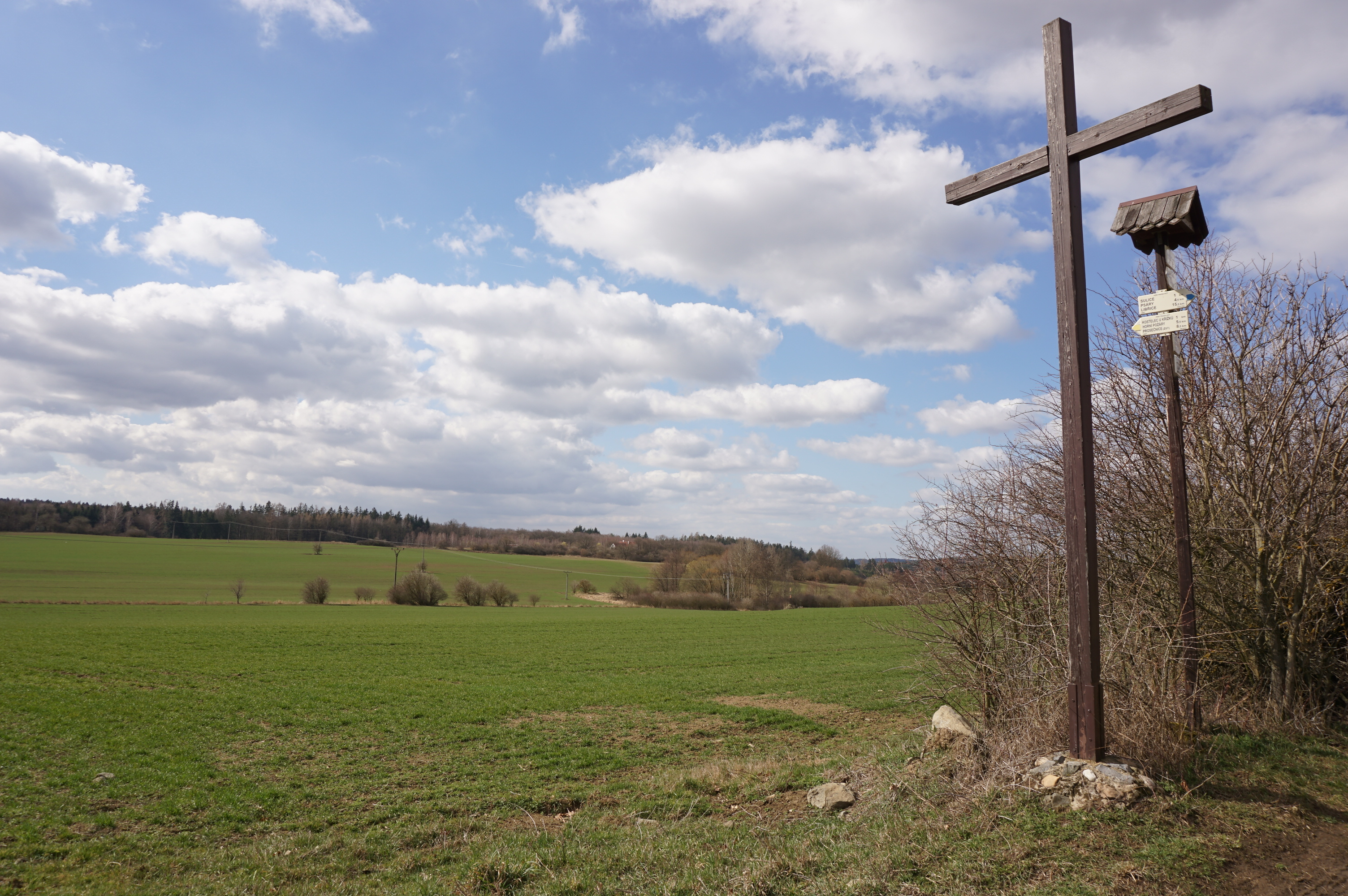
rozcestí Na Lambujce
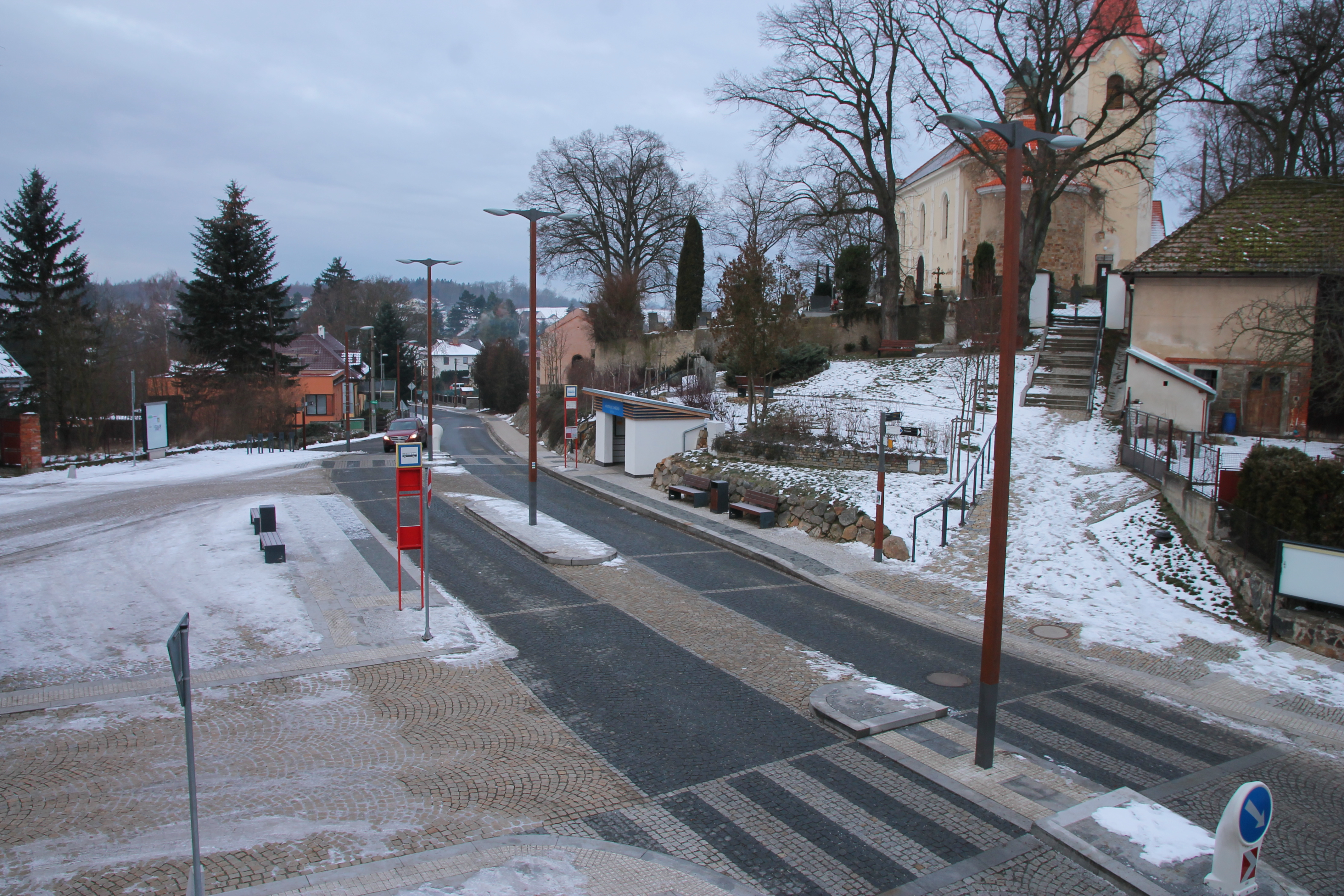
Náves s autobusovou zastávkou